# Perizoma thules
Perizoma thules är en fjärilsart som beskrevs av Bevan S. Weir 1880. Perizoma thules ingår i släktet Perizoma och familjen mätare. Inga underarter finns listade i Catalogue of Life.